# Coenosia cingulata
Coenosia cingulata este o specie de muște din genul Coenosia, familia Muscidae, descrisă de Stein în anul 1918.
Este endemică în Taiwan. Conform Catalogue of Life specia Coenosia cingulata nu are subspecii cunoscute.